# Chiesa dell'Addolorata (Gorreto)
La chiesa dell'Addolorata è un luogo di culto cattolico situato nella frazione di Fontanarossa nel comune di Gorreto nella città metropolitana di Genova. La chiesa è sede della parrocchia omonima del vicariato di Bobbio, Alta Val Trebbia, Aveto e Oltre Penice della diocesi di Piacenza-Bobbio.
Dalla parrocchia di Fontanarossa dipendono la chiesa romanica di Santo Stefano ubicata presso il cimitero sempre nella frazione di Fontanarossa, l'oratorio di Nostra Signora della Guardia nella frazione di Borgo e l'oratorio di Nostra Signora dei Miracoli nella frazione di Bosco.

## Storia e descrizione

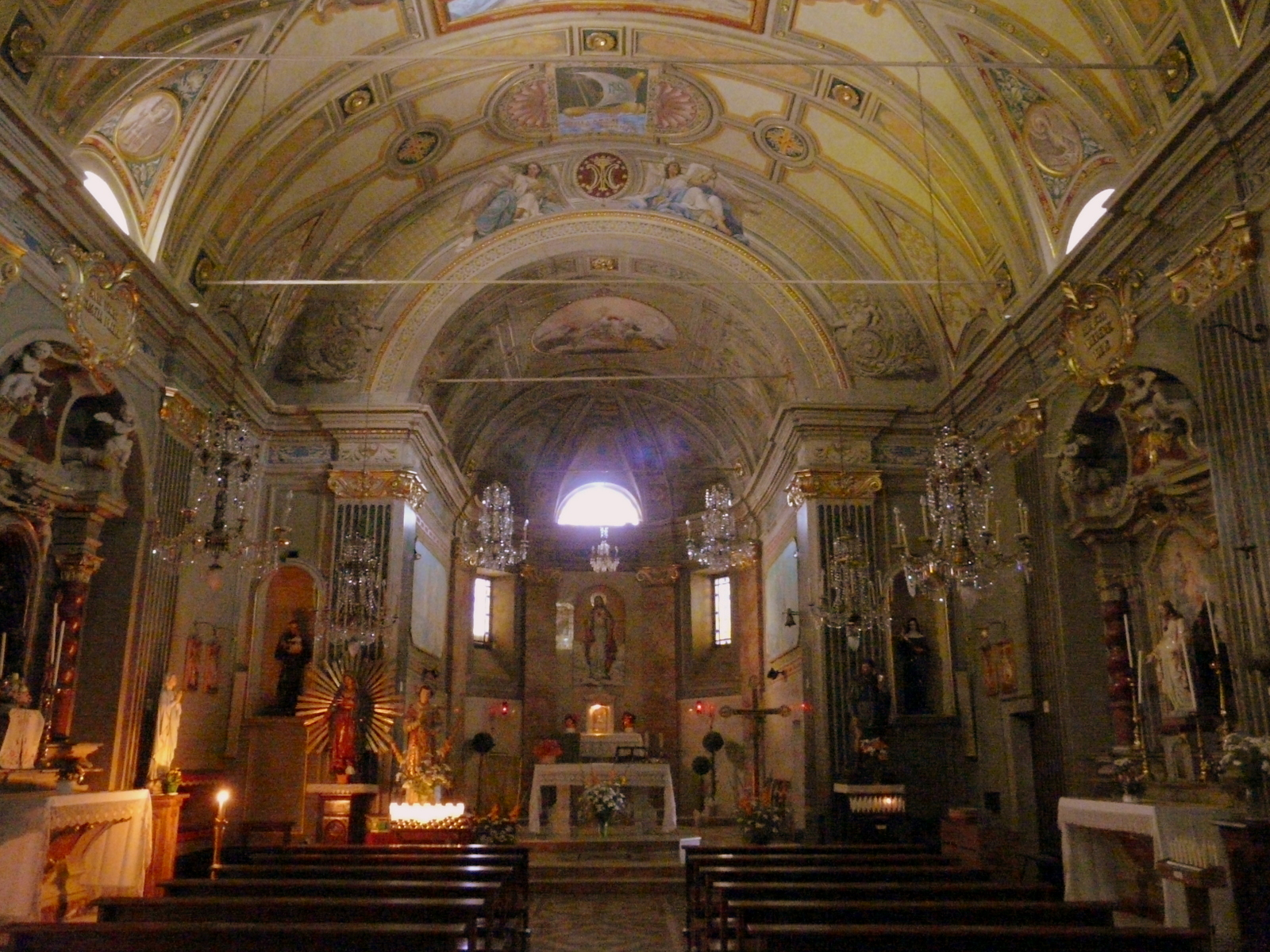
La navata

L'edificazione della chiesa avvenne tra la fine del XVII secolo e l'inizio del XVIII secolo e molto probabilmente per volere della famiglia Doria, quest'ultima feudataria di Fontanarossa dal XVI secolo.
L'interno presenta un pregevole pavimento a mosaico, risalente alla metà del XIX secolo, raffigurante in ventinove riquadri i simboli della passione di Gesù e della santa Messa. Sempre con la stessa tecnica del mosaico è la raffigurazione, nel pavimento, al centro, dello stemma nobiliare della famiglia Doria.